# Università tecnica di Braunschweig

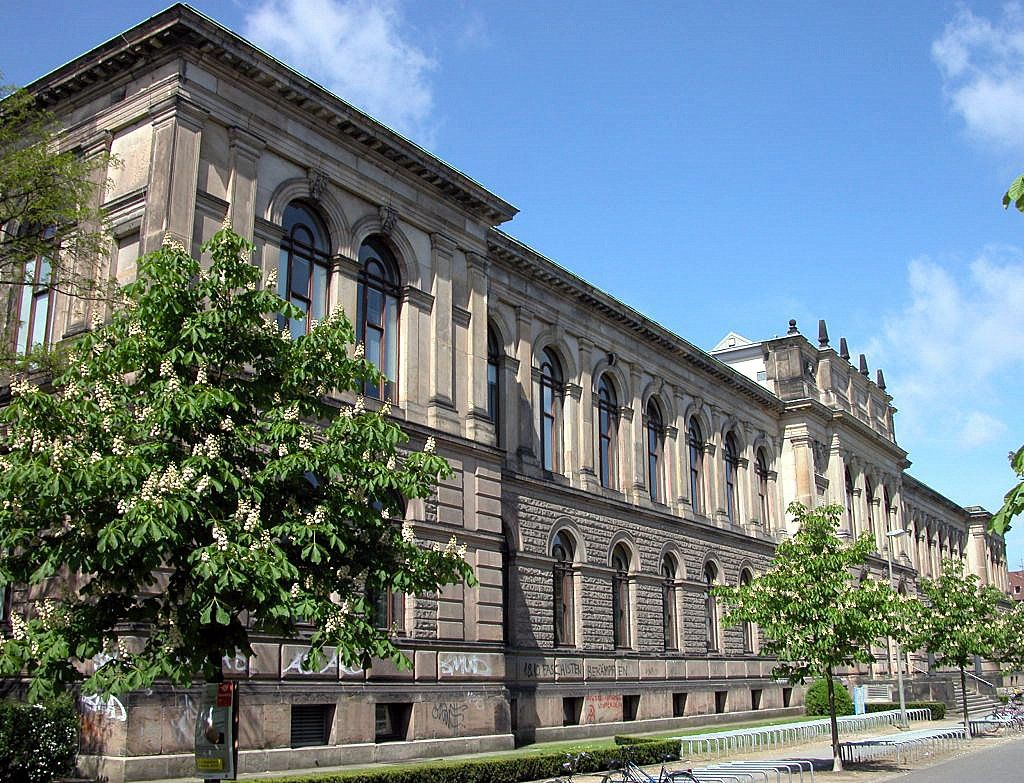
l'edificio vecchio dell'università

La Technische Universität Braunschweig (nome completo: Technische Universität Carolo-Wilhelmina zu Braunschweig) è la più antica Università di Tecnologia della Germania. È stata fondata nell'anno 1745 come Collegium Carolinum e è affiliata al TU9 - German Institutes of Technology e. V., un consorzio dei maggiori istituti di tecnologia tedeschi. Oggi conta circa 12500 studenti, che la rendono la terza più grande università della Bassa Sassonia. I progetti di ricerca comprendono Micro Air Vehicles, motori ibridi, e il Digital Video Broadcasting.

## Organizzazione
Benché la parola tecnologia in sé implichi una focalizzazione sulle materie di scienza e ingegneria, l'università ha un'offerta didattica in diversi campi del sapere. È suddivisa in sei facoltà, con diversi programmi di laurea e di specializzazione:
- Matematica, Informatica, Tecnica aziendale e Economia, Scienze sociali
- Biologia, Tecnologia biologica, Chimica, Farmacia, Psicologia
- Architettura, Ingegneria civile, Ingegneria civile e Economia, Geoecologia
- Ingegneria meccanica, Ingegneria meccanica e Economia, Ingegneria biologica
  - Ingegneria meccanica generale
  - Tecnologia aerospaziale
  - Ingegneria dell'autoveicolo
  - Energia e Ingegneria di processo, Ingegneria di bioprocesso
  - Produzione e Tecnologia di sistemi
  - Meccatronica
  - Scienze dei Materiali
- Elettrotecnica, Tecnologia dell'informazione, Fisica
- Lettere e Filosofia e Scienze della Formazione

## Sport
La squadra di flag football dell'università, Braunschweig Lazy Brains, ha vinto un German Indoor Flag Bowl.